# Stacey Blumer
Stacey Blumer (ur. 11 grudnia 1969 r.) – amerykańska narciarka, specjalistka narciarstwa dowolnego. Najlepszy wynik na mistrzostwach świata uzyskała na mistrzostwach w La Clusaz, gdzie zajęła 14. miejsce w skokach akrobatycznych. Zajęła także 20. miejsce w tej samej konkurencji na igrzyskach olimpijskich w Nagano. Najlepsze wyniki w Pucharze Świata osiągnęła w sezonie 1996/1997, kiedy to triumfowała w klasyfikacji generalnej.
W 1998 r. zakończyła karierę.

## Sukcesy

### Igrzyska olimpijskie
| Miejsce | Dzień     | Rok  | Miejscowość | Konkurencja        | Zwycięzca   |
| ------- | --------- | ---- | ----------- | ------------------ | ----------- |
| 14.     | 16 lutego | 1998 | Nagano      | Skoki akrobatyczne | Nikki Stone |

### Mistrzostwa Świata
| Miejsce | Dzień     | Rok  | Miejscowość | Konkurencja        | Zwycięzca        |
| ------- | --------- | ---- | ----------- | ------------------ | ---------------- |
| 15.     | 14 marca  | 1993 | Altenmarkt  | Skoki akrobatyczne | Lina Cheryazova  |
| 14.     | 19 lutego | 1995 | La Clusaz   | Skoki akrobatyczne | Nikki Stone      |
| 18.     | 9 lutego  | 1997 | Iizuna      | Skoki akrobatyczne | Kirstie Marshall |

### Puchar Świata

#### Miejsca w klasyfikacji generalnej
- 1990/1991 – 34.
- 1991/1992 – 34.
- 1992/1993 – 29.
- 1993/1994 – 62.
- 1994/1995 – 41.
- 1995/1996 – 18.
- 1996/1997 – 1.
- 1997/1998 – 39.

#### Miejsca na podium
1. Altenmarkt – 14 marca 1992 (Kombinacja) – 3. miejsce
2. Piancavallo – 18 grudnia 1992 (Skoki akrobatyczne) – 2. miejsce
3. La Plagne – 22 grudnia 1993 (Skoki akrobatyczne) – 3. miejsce
4. Lake Placid – 5 stycznia 1996 (Skoki akrobatyczne) – 2. miejsce
5. Whistler Blackcomb – 14 stycznia 1996 (Skoki akrobatyczne) – 2. miejsce
6. Kirchberg – 2 lutego 1996 (Skoki akrobatyczne) – 2. miejsce
7. Oberjoch – 10 lutego 1996 (Skoki akrobatyczne) – 2. miejsce
8. Altenmarkt – 13 marca 1996 (Skoki akrobatyczne) – 2. miejsce
9. La Plagne – 15 grudnia 1996 (Skoki akrobatyczne) – 3. miejsce
10. Breckenridge – 25 stycznia 1997 (Skoki akrobatyczne) – 3. miejsce

- W sumie 6 drugich i 4 trzecie miejsca.